# Curtis Sliwa
Curtis Sliwa (Nueva York, Estados Unidos; 26 de marzo de 1954) es un activista y político estadounidense, fundador y director ejecutivo de Guardian Angels, y personalidad de radio. Sliwa fue el candidato republicano para las elecciones a la alcaldía de Nueva York de 2021.

## Biografía
Sliwa nació en una familia católica de ascendencia polaca e italiana, en Canarsie, Brooklyn. Tiene dos hermanas. Asistió a la Brooklyn Prep, una escuela secundaria jesuita de la que más tarde fue expulsado, y se graduó de Canarsie High School, una escuela secundaria pública de Brooklyn, Nueva York. En su juventud, trabajó como repartidor para el New York Daily News, donde fue galardonado con el título de "Vendedor de periódicos del año" y un viaje a la Casa Blanca después de que salvó a varias personas de un edificio en llamas mientras se encontraba repartiendo periódicos.
Antes de fundar Guardian Angels, fue gerente nocturno de un McDonald's en el Bronx.

## Guardian Angels

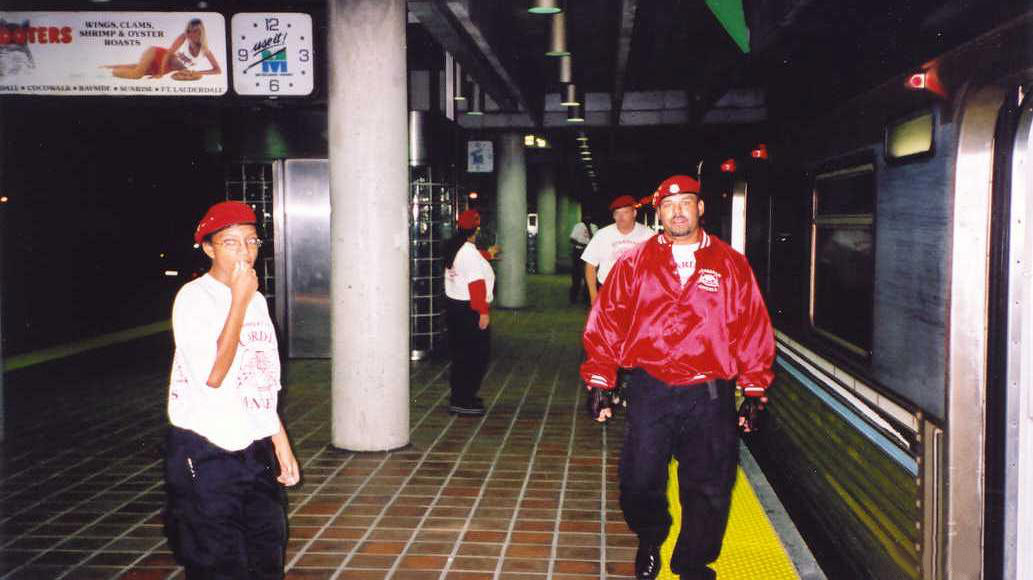
Guardian Angels en el Metro de Miami en 2001.

En mayo de 1977, durante una ola de delincuencia que estaba experimentando la ciudad de Nueva York, Sliwa creó "Magnificent 13", un grupo dedicado a combatir la violencia y el crimen en el metro de Nueva York. Los Magnificent 13 crecieron y fueron rebautizados como Guardian Angels en 1979. Las acciones del grupo provocaron fuertes reacciones, tanto positivas como negativas. El 80% de los miembros del grupo era de origen étnico negro o hispano. Antes de que cada miembro del grupo entrara en actividad, se le requería un entrenamiento en kárate y el cumplimiento de los requisitos legales para el arresto de ciudadanos.
El alcalde Ed Koch, crítico de Sliwa y de la organización, inició una investigación sobre los Guardian Angels, que según The Washington Post, resultó «tan positiva que los Guardian Angels pronto recibirán algún tipo de estatus oficial». El entonces vicegobernador Mario Cuomo fue uno de los primeros defensores de la organización, y se le citó diciendo que «son una mejor expresión de moralidad de la que nuestra ciudad merece».
En 1992, Sliwa admitió que él y los Guardian Angels fingieron rescates heroicos en el metro con fines publicitarios. También admitió haber afirmado falsamente que tres policías de tránsito fuera de servicio lo habían secuestrado.
A principios de la década de 1980, el grupo amplió sus operaciones a Búfalo, a menudo criticando las políticas y prácticas de la policía local. En diciembre de 1981, un incidente se cobró la vida de uno de sus miembros, Frank Melvin, quien fue asesinado de un tiro al pecho por un oficial de policía de Newark. El oficial se encontraba investigando la zona del hecho tras recibir una denuncia por robo, cuando vio a Melvin «correr hacia su compañero de una forma muy amenazante». Sliwa afirmó que el asesinato fue por motivos raciales, y que Melvin era un hombre negro. También sostuvo que el agente acusado de dispararle, un hombre hispano, no lo mató y que el verdadero perpetrador, que según Sliwa y los Guardian Angels era un policía blanco también presente en ese momento, estaba siendo protegido por el departamento. Un jurado del condado de Essex absolvió a ambos agentes de los cargos relacionados con la muerte de Melvin.

## Intento de asesinato

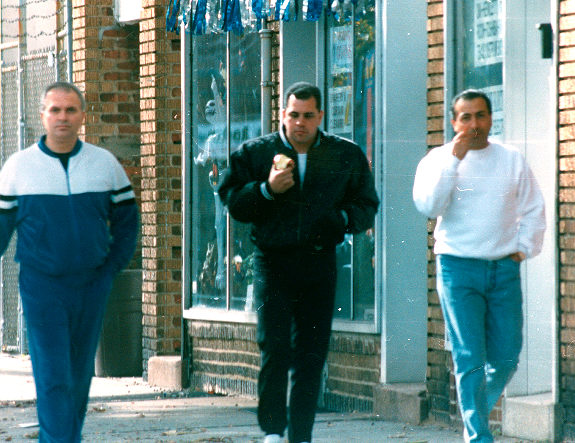
John A. Gotti (centro) en una foto de vigilancia del FBI.

El 19 de junio de 1992, Sliwa fue secuestrado y baleado por dos hombres armados después de ingresar a un taxi robado en Manhattan. El taxi recogió a Sliwa cerca de su casa en East Village y un hombre armado escondido en el asiento del pasajero delantero se levantó de un salto y disparó varios tiros, alcanzándolo en la ingle y las piernas. Sliwa se escapó saltando desde la ventana del taxi en movimiento. Luego se sometió a una cirugía por lesiones internas y heridas en las piernas.
Los fiscales federales finalmente acusaron a John A. Gotti, hijo del líder de la familia criminal Gambino, John Gotti, por el intento de asesinato y otros cargos. Los fiscales afirmaron que Gotti estaba enojado por los comentarios que Sliwa había hecho en su programa de radio sobre el padre de Gotti. Sin embargo, después de tres intentos de juzgarlo, tres jurados distintos no pudieron acordar una condena por ninguno de los cargos presentados en su contra, con lo cual éstos fueron retirados. Más tarde, los miembros del jurado declararon a los medios que creían que el acusado jugó un papel en el tiroteo de Sliwa. Los fiscales se negaron a volver a juzgar a Gotti y desestimaron los cargos en su contra. Sliwa dijo que proseguiría con una demanda por daños en un tribunal civil.
Michael Yannotti, un asociado de Gotti, también fue acusado de dispararle a Sliwa en el incidente, pero fue absuelto. Yannotti, sin embargo, fue sentenciado a 20 años por un cargo de crimen organizado no relacionado. Aun así, la jueza federal de Manhattan, Shira Scheindlin, declaró que la evidencia sugiere que Yannotti fue el tirador.

## Carrera en la radio

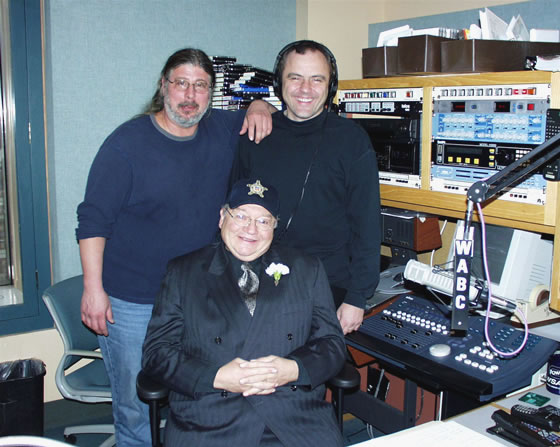
Sliwa y Ron Kuby con el representante estadounidense Gary Ackerman en 2005.

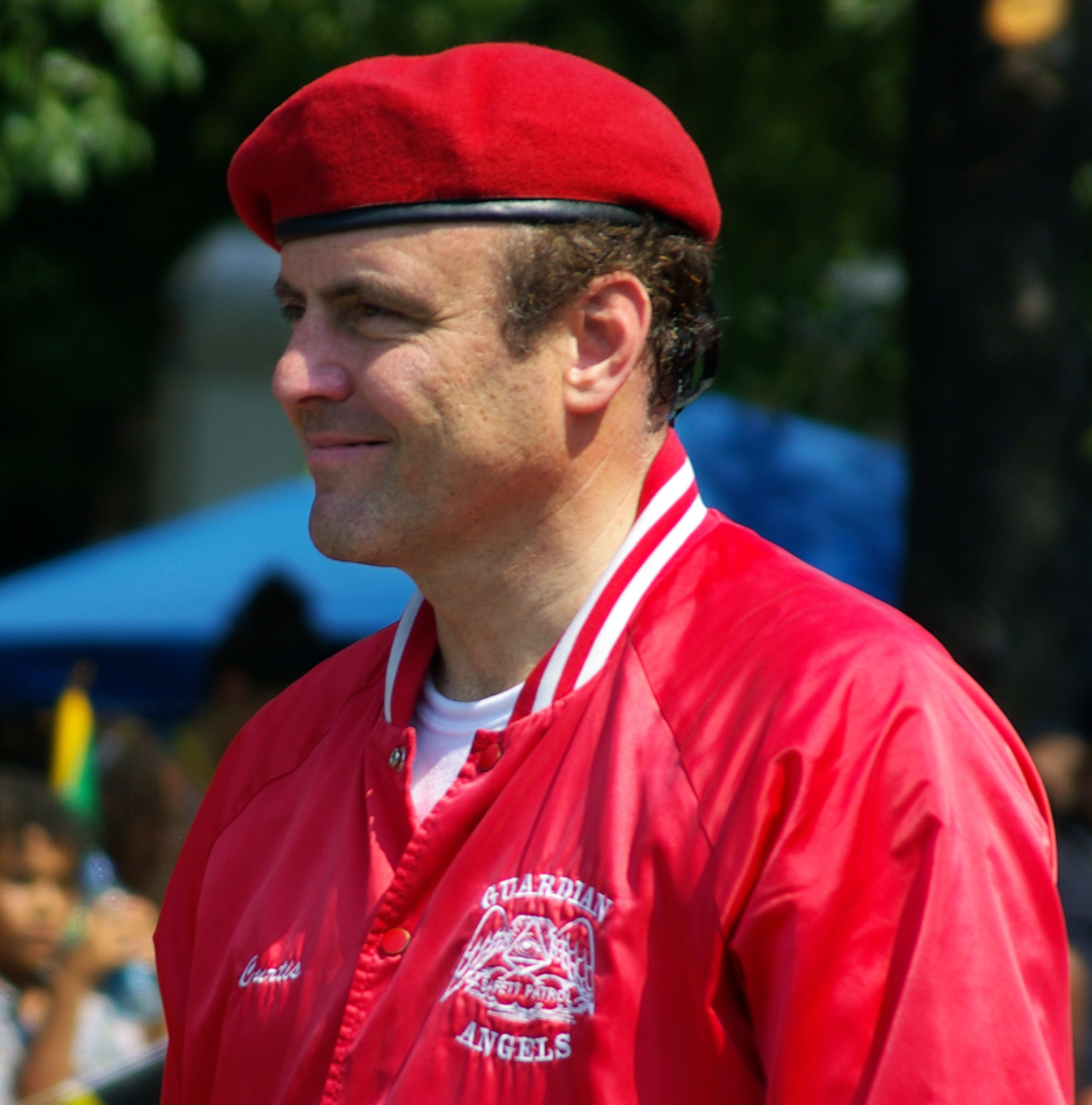
Sliwa en septiembre de 2007.

Sliwa ha sido locutor de radio durante tres décadas, la mayor parte de ese tiempo en WABC (AM), donde comenzó su carrera en 1990. En 1994, WNYC contrató a Sliwa, quien había dejado la WABC. Algunos, incluido Sliwa, han sugerido que el recién elegido alcalde Rudy Giuliani, a quien había apoyado en la carrera por la alcaldía de Nueva York de 1993, le dio acceso a la estación.
Sliwa se convirtió en un presentador de programas de radio populista y conservador. Desde 1996 ha conducido varios programas de radio en WABC. Su socio de transmisión desde hace mucho tiempo fue el abogado Ron Kuby, con quien había conducido varias veces el programa de radio "Curtis & Kuby" al mediodía, en WABC-AM en la ciudad de Nueva York. A partir de junio de 2017, la copresentadora de Sliwa fue la abogada y comentarista de televisión, Eboni Williams.
El programa Curtis Sliwa LIVE comenzó su distribución nacional el 1 de diciembre de 2008. WABC retuvo a Sliwa hasta noviembre de 2009, cuando su programa fue cancelado después de una disputa contractual. Presentó los programas "drive time" de la mañana y de la noche en WNYM (AM) 970, pero a partir del 2 de enero de 2014, Sliwa regresó a WABC, reemplazando a Rush Limbaugh, quien pasó a formar parte de la WOR-AM. Antes de su campaña para la alcaldía de Nueva York, un abogado del Bronx lanzó una denuncia contra Sliwa, alegando que estaba promocionando su candidatura a la alcaldía en su programa, lo que violaría las leyes de campaña. Sliwa dijo que estaba considerando dejar su programa, pero que solo tomaría una decisión después de obtener suficientes firmas para aparecer en la boleta de las primarias republicanas. Tras anunciar oficialmente su candidatura en marzo de 2021, su programa de radio hizo una pausa.

## Política
En septiembre de 2016, Sliwa lanzó una exitosa adquisición hostil del Partido Reformista del Estado de Nueva York. El partido perdió su acceso a las urnas en las elecciones de noviembre de 2018.
En diciembre de 2019, Sliwa declaró en una entrevista que odiaba al entonces presidente de Estados Unidos, Donald Trump, y lo calificó de «excéntrico y chiflado». En febrero de 2021, semanas después de que Trump dejara el cargo, Sliwa pasó del Partido Reformista al Partido Republicano.

### Campaña a la alcaldía de 2021
Sliwa anunció el 8 de marzo de 2020 que se postularía para alcalde de la ciudad de Nueva York en 2021 por el Partido Republicano, buscando convertirse en el 110.° alcalde de la ciudad. El empresario multimillonario John Catsimatidis, que anteriormente había sugerido una posible candidatura a la alcaldía, respaldó a Sliwa, quien se había convertido en un empleado suyo después de que el empresario comprara la WABC en 2020.
La carrera primaria convirtió a Sliwa y su anterior amigo Fernando Mateo en rivales acérrimos. Los partidos republicanos de Manhattan, Queens y el Bronx respaldaron a Mateo, mientras que los partidos republicanos de Staten Island y Brooklyn apoyaron a Sliwa. Sliwa criticó a Mateo por haber donado a la campaña de reelección de 2017 del alcalde demócrata Bill de Blasio, y también acusó a Mateo de violar la ley. Mateo respondió que las acusaciones de Sliwa eran «fake news».
Durante la campaña, Mateo y Sliwa se enfrentaron por la lealtad al expresidente Donald Trump. Mateo cree que Trump ganó las elecciones presidenciales de 2020; por el contrario, Sliwa no apoyó a Trump ni en 2016 ni en 2020, y no apoya las afirmaciones de Trump de que hubo fraude electoral.
Los resultados no oficiales muestran que Sliwa gana con casi un 69% de los votos.

## Vida personal

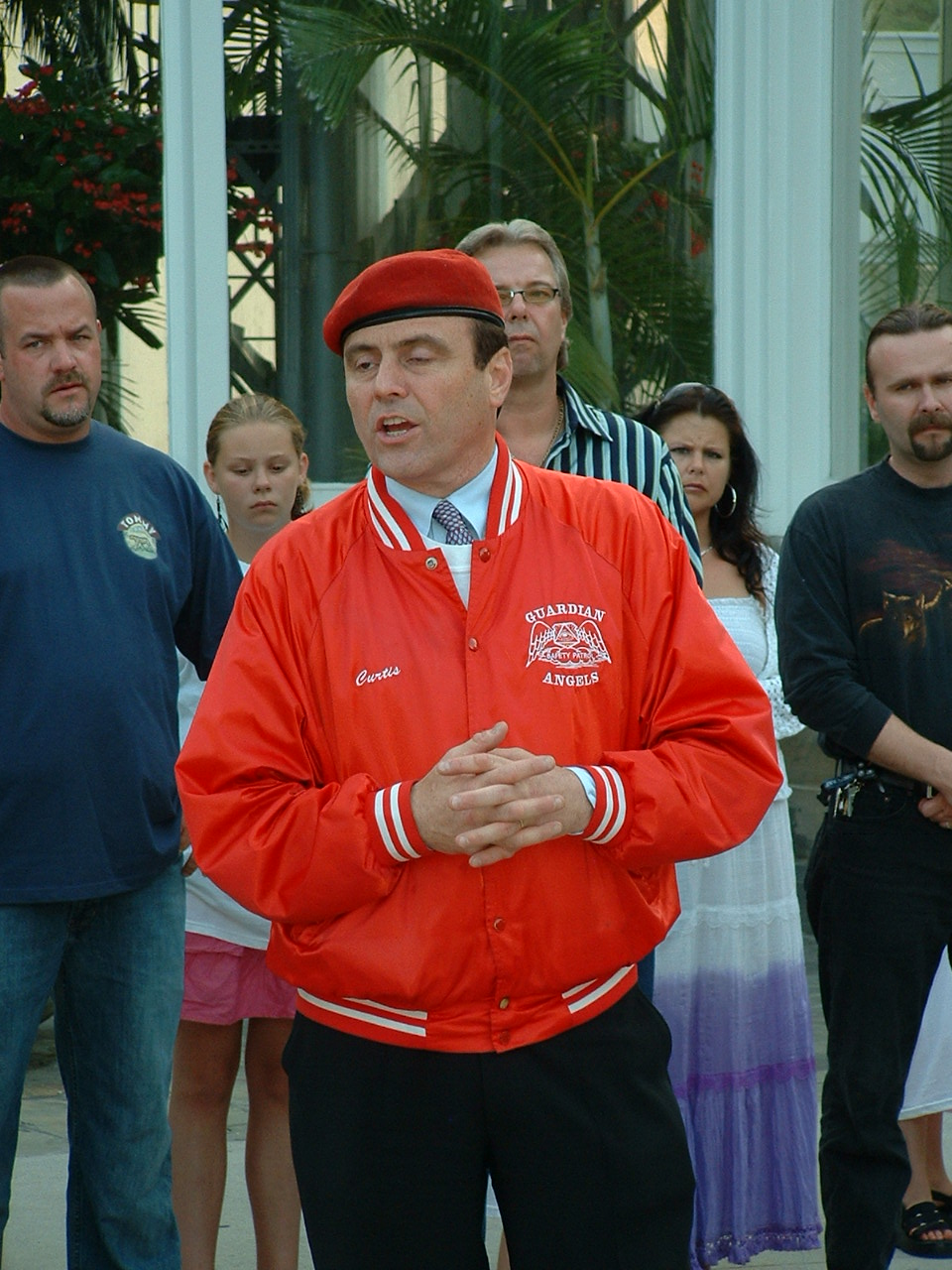
Sliwa en una reunión en Toronto, en julio de 2006.

Sliwa se ha casado cuatro veces. Se casó con su segunda esposa, Lisa Evers, en 1981. En ese momento, era directora nacional de los Guardian Angels y copresentaba un programa de radio en la WABC-AM llamado Angels in the Morning. También es una experta en artes marciales, llegando a entrenar brevemente con la WWE en 1986.
En 2000, Sliwa se casó con su tercera esposa, Mary Galda, una ex empleada de la WABC que también se desempeñó como directora nacional de Guardian Angels. Tienen un hijo, Anthony Chester.
Sliwa mantenía una relación con Melinda Katz, fiscal de distrito del condado de Queens, y se separó de ella en 2014; tienen dos hijos concebidos in vitro durante los últimos cinco años. Ella es nombrada en un caso judicial que involucra a Sliwa, donde es acusado por su exesposa Mary Galda de desviar dinero a Katz mientras aún estaba casada con Galda, como parte de un plan para construir un «nido» con Katz antes de mudarse con ella. El 14 de febrero de 2015, el New York Daily News informó que Katz y Sliwa se habían separado el día de las elecciones de 2014. Katz ahora vive con sus hijos en Forest Hills.
En 2018, Sliwa se casó con su novia de mucho tiempo, Nancy Regula, abogada y defensora de los animales, y los dos residen en el Upper West Side con sus gatos rescatados. El 20 de abril de 2011, Sliwa anunció que en 2010 fue diagnosticado con cáncer de próstata.